# Hoot Gibson
Hoot Gibson (Tekamah, Nebraska, 6 de agosto de 1892 – Woodland Hills, Califórnia, 23 de agosto de 1962) foi um ator estadunidense, conhecido pelos seus papéis de cowboy em muitos filmes do gênero western.

## Biografia
Hoot cresceu em Tekamah, onde se tornou vaqueiro, oferecendo serviços esporádicos nos ranchos locais. Aos 16 anos já participava de rodeios e em 1912 recebeu o título de "World’s All Around Champion Cowboy", no rodeio de Pendleton, no Oregon. Nesse rodeio conheceu Rose August Wenger, que posteriormente adotaria o nome Helen Gibson e seria a heroína de vários seriados do cinema mudo. A dupla atuou nos rodeios em Winnipeg, Canadá e Boise, Idaho, e chegou em Pendleton poucos dias antes do “Pendleton Round-Up” começar. No entanto, mediante o fato de os quartos serem quase impossíveis de se obter, eles decidiram “ficar juntos”, pois os casais recebiam a preferência, e consequentemente a dona da casa deu-lhes o seu próprio quarto. O casal ganhou, na época, dinheiro suficiente para voltar a Los Angeles.

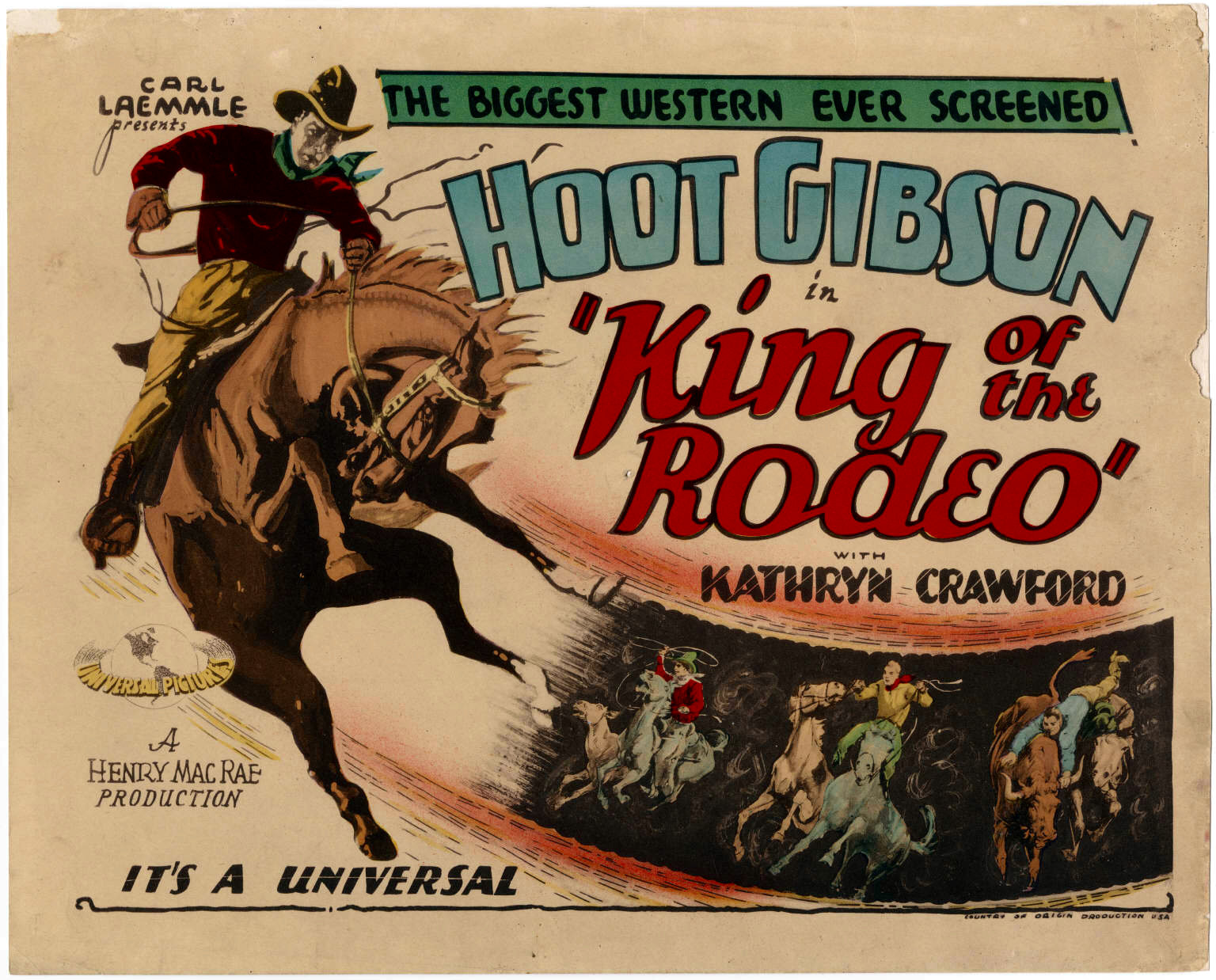
Poster do filme “King of the Rodeo” (1929)

Em 1910, Hoot apareceu como stuntman num filme de D. W. Griffith, The Two Brothers, e em 1911, no filme The New Superintendent. O início de sua carreira, porém, foi em 1912, com His Only Son, produzido pela Nestor.
Não se sabe com certeza se Hoot e Rose Wenger (Helen Gibson) se casaram, mas ela adotou o sobrenome Gibson. Hoot participou de um seriado ao lado de Helen, The Hazards of Helen, de 1914, num pequeno papel.
Hoot fez alguns filmes pela Selig Polyscope Company, e posteriormente foi para a Universal Pictures, onde foi descoberto por Harry Carey. Em 1917, fez Straight Shooting ("O Último Cartucho"), o primeiro filme de cinco rolos da série westerns de Carey, sob a direção de John Ford (naquela época ainda assinando Jack Ford).

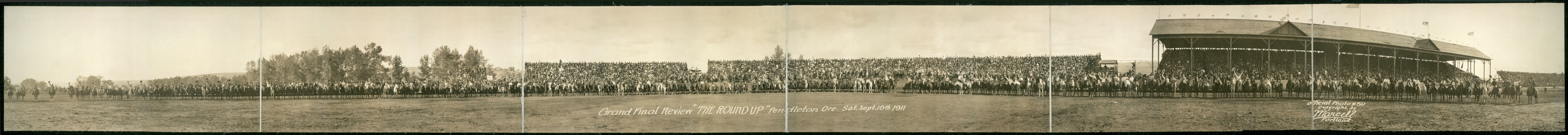
Panorama do “Pendleton Round-Up”, em 1911

Hoot incorporou-se à Divisão de Tanques do Exército, durante a guerra e, em 1919, desligou-se do exército e voltou aos papéis secundários em filmes de western de John Ford. Nesse ano, fez sua própria série, The Smiling Whirlwind ("O Furacão Sorridente").
Em 1921, estrelou o primeiro longa-metragem, Action ("Ação Enérgica"), sob a direção de Ford, alcançando sucesso a partir de então. Seus filmes misturavam ação rápida e humor, sem muita violência. Não utilizava dublês, fazia ele próprio as cenas perigosas.

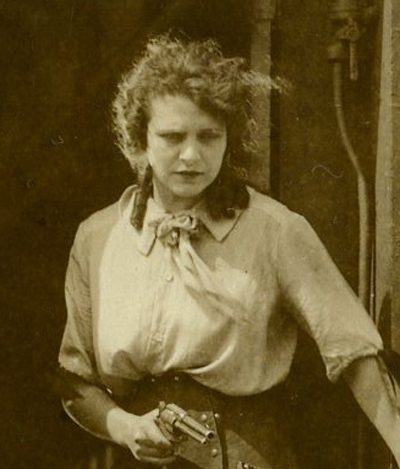
Helen Gibson, atriz de seriados e esposa de Hoot, participava de rodeios ao seu lado

Em 1922 o relacionamento com Helen Gibson se desfez, e Hoot casou-se com Helen Johnson, com quem teve uma filha. Mais tarde casou-se com Sally Eilers, com quem atuou em alguns filmes. Separaram-se em 1933, e em 1942 casou-se com Dorothy Dunstan.
Em 1931, seu contrato não foi renovado e foi para a Allied Pictures Corporation, companhia independente de Max H. Hoffman. Hoot continuou personificando o cowboy, mas ao lado de um companheiro, Skeeter Bill Robbins. Hoffman cedeu seu contrato para a First Division, em 1935, onde Hoot fez apenas três filmes, e posteriormente fez, pela RKO Pictures, dois grandes westerns ao lado de Harry Carey; o primeiro deles foi Powdersoke Range ("Duelo de Valentes"), em 1935, que inaugurou a série The Three Mesquiteers, com personagens criados por William Colt MacDonald; o segundo foi The Last Outlaw ("O Último Bandoleiro"), em 1936.
Trabalhou depois para a Diversion Pictures, em cinco westerns, mas o mercado, na época, já estava saturado de westerns, e ao acabar tais filmes, Hoot teve dificuldades para conseguir trabalho. A Republic Pictures lhe ofereceu o segundo papel no seriado The Painted Stallion ("O Aliado Misterioso"), em 1937, cujo papel principal era de Ray Corrigan. Hoot passou a trabalhar em circos e, em 1943, atuou ainda na série Trail Blazers, ao lado de Ken Maynard, sob a produção de Robert Tansey e Monogram. Posteriormente, Bob Steele foi incorporado à série e foram anunciados como The Big Three of the Golden West ("Os Três Grandes do Oeste Dourado").
Fez uma pequena aparição no filme The Flight to Nowhere ("Voando para o Desconhecido"), em 1947, e só voltou em 1953, ao ser convidado por Ken Murray para trabalhar com ele em The Marshall's Daughter, pela United Artists. Ficou mais sete anos na obscuridade, até atuar em The Horse Soldiers ("Marcha de Heróis"), de John Ford e Ocean's 11 ("Onze Homens e um Segredo"), de Lewis Milestone.
No final de sua vida, ao lado da última esposa, Dorothy Dunstan, trabalhou como recepcionista de cassinos em Las Vegas, falecendo de câncer em 23 de agosto de 1962 em Woodland Hills, California, sendo enterrado no Inglewood Park Cemetery em Inglewood, Califórnia.

## Filmografia

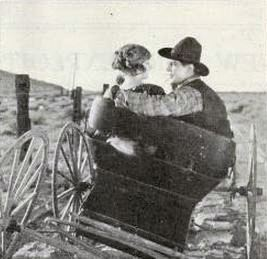
Cena de The Galloping Kid (1922), com Hoot Gibson e Edna Murphy

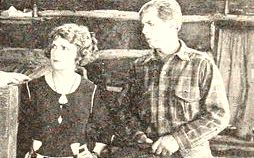
Cena de Ridin' Wild (1922), com Edna Murphy e Hoot Gibson

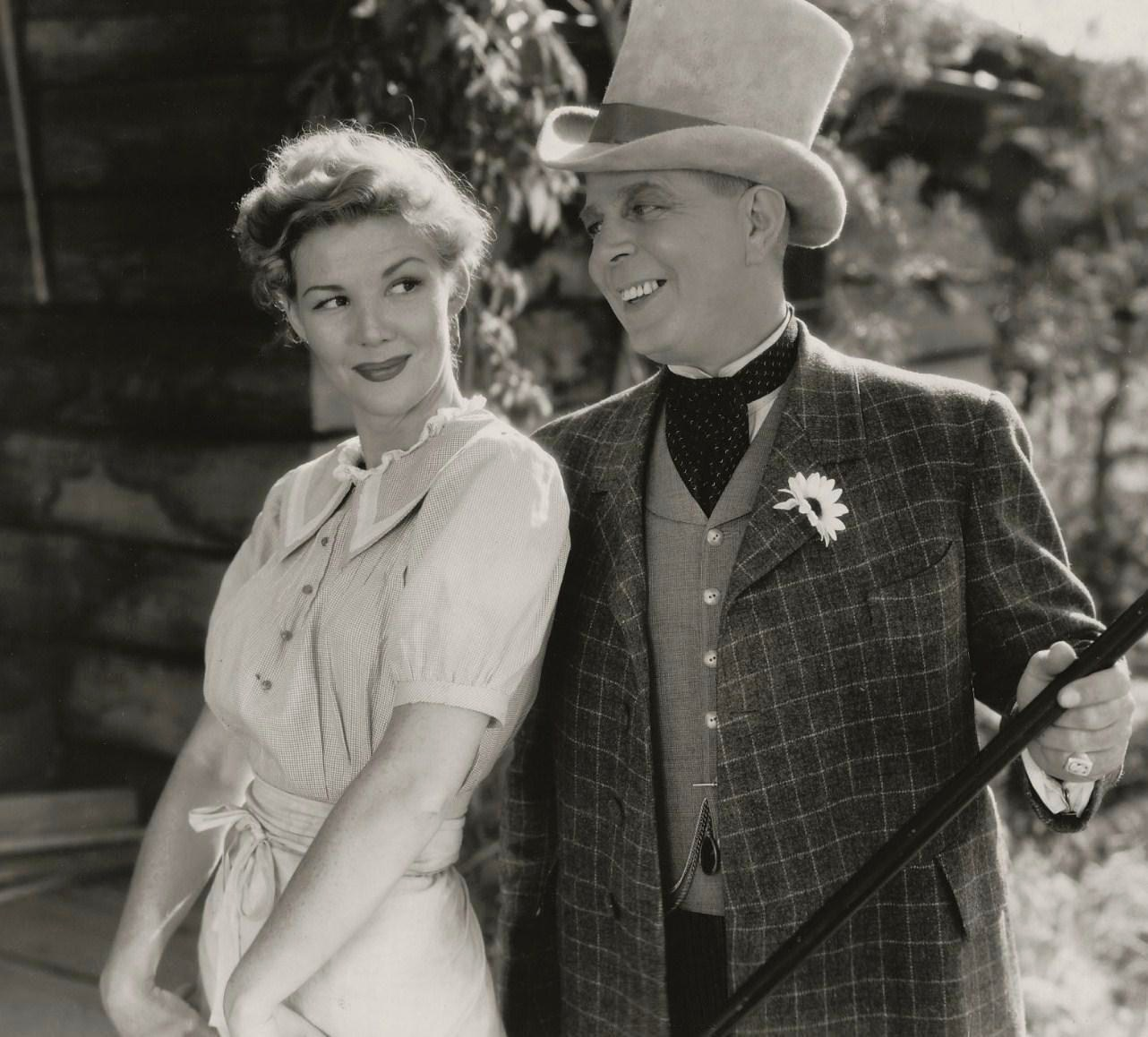
Veda Ann Borg & Hoot Gibson em Marked Trails

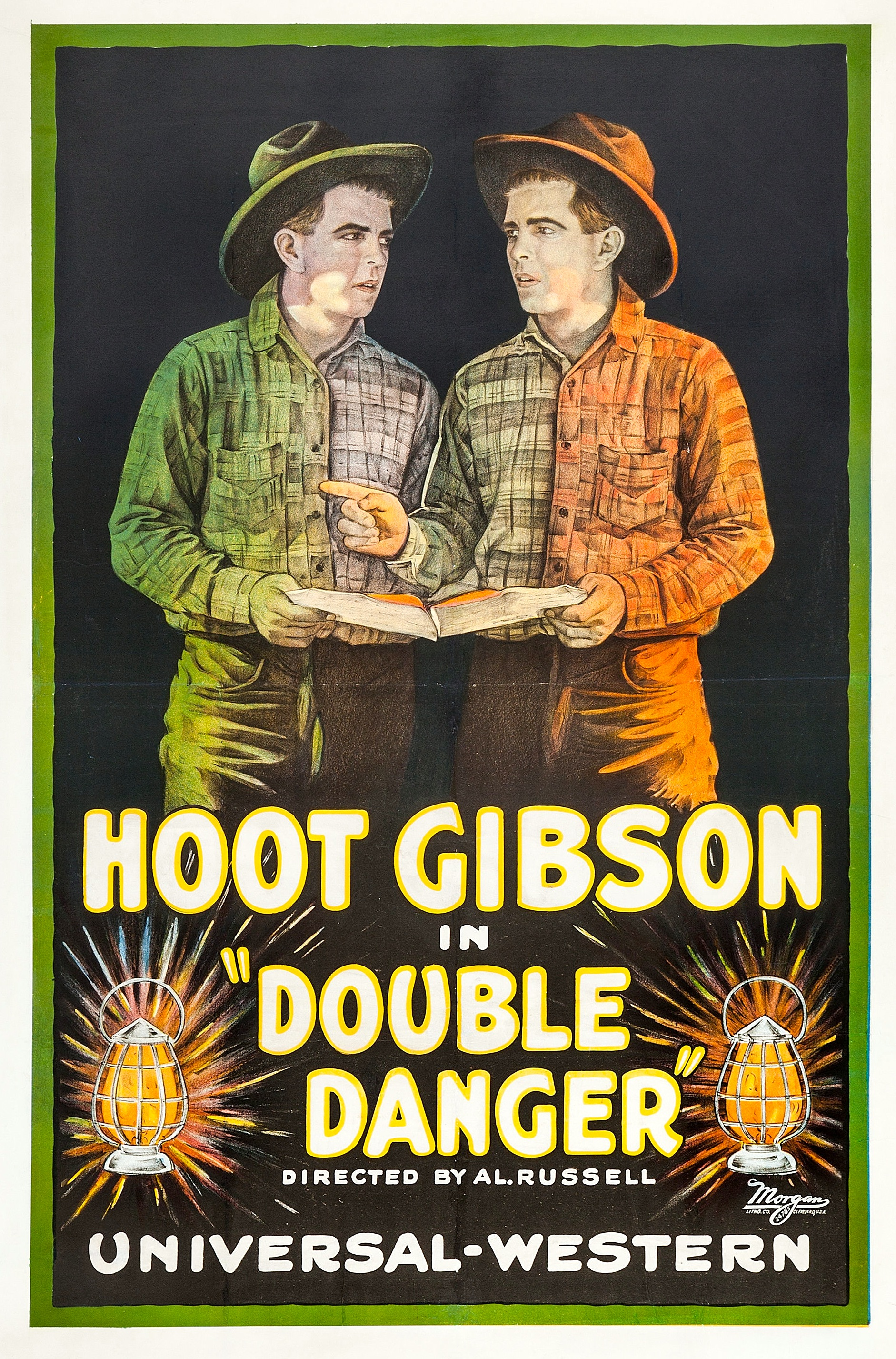
Cartaz do filme Double Danger, de 1920, estrelado por Hoot Gibson e dirigido por Albert Russell

- The Two Brothers (dublê) (American Biography) (1910)
- The New Superintendent (Selig) (1911)
- His Only Son (Nestor) (1912)
- The Law and the Outlaw ("O Fora-da-Lei") (Selig) (1913)
- The Hazards of Helen (Kalem Company) (1914)
- Shotgun Jones (Selig) (1914)
- The Man from the East (Selig Polyscope Company, Direção de Tom Mix) (1914)
- The Man from Texas (Selig Polyscope Company, Direção de Tom Mix) (1915)
- Judge Not; or The Woman of Mona Diggings (Universal Pictures[nota 1] (1915)
- The King of Destiny (1915)
- A Knight of the Range (1916)
- The Night Riders ("Cavaleiros Noturnos") (1916)
- The Passing of Hell's Crown (1916)
- The Wedding Guest (1916)
- Voice on the Wire ("O Telefone da Morte") – Seriado em 15 capítulos (1917)
- A 44-Calibre Mystery (1917)
- The Golden Bullet ("A Bala de Ouro") (1917)
- The Wrong Man (1917)
- Cheyenne's Pal (D: John Ford) (1917)
- The Soul Herder ("Arrebanhador de Almas") (D: John Ford) (1917)
- The Texas Sphinx (1917)
- Straight Shooting/ Joan of the Cattle Land ("O Último Cartucho") (D: John Ford) (1917)
- The Secret Man (D: John Ford) (1917)
- A Marked Man ("Preito de um Foragido") (D: John Ford) (1917)
- A Woman in the Web ("Em Palpos de Aranha")[1] – seriado em 15 capítulos, produzido pela Vitagraph Studios (1918)
- Play Straight or Fight (1918)
- Headin’ South (1918)
- The Midnight Flyer (1918)
- The Branded Man (1918)
- Danger, Go Slow (1918)
- The Black Horse Babdit ("O Bandido do Cavalo Preto") (1919)
- The Fighting Brothers ("Luta Entre Irmãos") (1919)
- By Indian Post/ Love Letter ("O Índio Correio") (1919)
- Gun Law (1919)
- Rustlers (1919)
- Ace High (1919)
- The Gun Packer (1919)
- Kingdom Come (1919)
- The Fighting Heart ("Análise de Paixão") (1919)
- The Four Bit Man ("Arrojada Aventura") (1919)
- The Jack of Hearts ("O Valete de Copa") (1919)
- The Crow (1919)
- The Tell Tale Wire (1919)
- The Face in the Watch (1919)
- The Lone Hand (1919)
- The Trail of the Holdup Man (1919)
- The Double Hold-Up (1919)
- The Jay Bird (1919)
- West in Best (1920)
- Roarin’Dan (1920)
- The Sheriff’s Oath (1920)
- Hair Trigger Stuff (1920)
- Runin’ Straight (1920)
- Held up for the Makin’s (1920)
- The Rattler’s Hiss (1920)
- The Texas Kid (1920)
- Wolf Tracks (1920)
- Masked (1920)
- Thieve’s Clothes (1920)
- The Broncho Kid (1920)
- The Fightin' Terror (1920)
- The Shootin’ Kid (1920)
- The Smilin’ Kid (1920)
- The Champion Lier (1920)
- The Teacher’s Pet (1920)
- The Shootin’ Fool (1920)
- A Nose in the Book (1920)
- The Driftin’ Kid (1921)
- Sweet Revenge (1921)
- Kickarroo (1921)
- The Fighting Fury (1921)
- Out of Luck (1921)
- The Cactus Kid (1921)
- Who Was the Man? (1921)
- Crossed Clues (1921)
- Double Crossers (1921)
- The Wild, Wild West (1921)
- Bandits Beware (1921)
- The Movie Trail (1921)
- The Man Who Woke Up (1921)
- Beating the Game (1921)
- Too Tired Jones (1921)
- The Winning Track (1921)
- The Big Catch (1921)
- A Gamblin’ Fool (1921)
- The Grinning Granger (1921)
- One Law for All (1921)
- Some Shooter (1921)
- In Wrong Wright (1921)
- Cinders (1921)
- Double Danger (1921)
- The Two-Fisted Lover (1921)
- Tipped Off (1921)
- Superstition (1921)
- Fight It Out ("Ladrão de Gado") (1921)
- The Man with the Punch (1921)
- The Trail of the Hound (1921)
- The Saddle King (1921)
- Marryin’ Marion (1921)
- A Pair of Twins (1921)
- Harmony Ranch (1921)
- Winning a Home (1921)
- The Stranger (1921)
- Ransom (1921)
- Action ("Ação Enérgica") (1921)
- Red Courage ("Coragem Inabalável") (1921)
- Sure Fire ("Fogo Certeiro") (1921)
- The Fire Eater ("Comedor de Fogo") (1921)
- Headin' West ("Com Rumo ao Oeste") (1922)
- The Bearcat ("O Destemido") (1922)
- Step on it! ("O Desnorteado") (1922)
- Trimmed ("O Tosquiado") (1922)
- The Loaded Door ("A Porta Minada") (1922)
- The Galloping Kid ("Caipira Galopante") (1922)
- The Lone Hand ("A Represa") (1922)
- Ridin’ Wild ("A Desfilada") (1922)
- Kindled Courage ("O Valente") (1922)
- The Gentleman from America ("O Cavalheiro da América") (1923)
- Single Handed ("De Mãos Juntas"/ "Sem Nenhum Auxílio") (1923)
- Dead Game ("Triunfo às Avessas") (1923)
- Double Dealing ("A Flor de seu Canteiro") (1923)
- Shootin' for Love ("A Força do Amor") (1923)
- Out of Luck ("Sem Sorte") (1923)
- Blinky ("O Caixa d’Óculos") (1923)
- The Ramblin’ Kid ("O Moço Corredor") (1923)
- The Thrill Chaser ("Caçador de Emoções") (1923)
- Hook and Ladder ("Bombas e Mangueiras") (1924)
- Ride for Your Life ("Aventuras de Amor") (1924)
- 40 Horse Hawkins ("O Factotum") (1924)
- Broadway or Bust ("Da Aldeia à Cidade") (1924)
- Hit and Run ("Bata e Corra") (1924)
- The Sawdust Trail ("As Aparências Enganam") (1924)
- The Ridin’ Kid from Powder River ("Nos Lances da Vida") (1924)
- The City of Stars ("Cidade das Estrelas") (1924)
- The Hurricane Kid ("A Corrida para a Felicidade") (1925)
- The Taming of the West ("Ensinamentos deo Oeste") (1925)
- Let’er Buck ("Tramas de Amor") (1925)
- The Sadle Hawk ("Justiça do Destino") (1925)
- Spook Ranch ("A Fazenda dos Fantasmas") (1925)
- The Calgary Stampede ("Vaivéns da Vida") (1925)
- Roads to Hollywood (curta-metragem, produzido pela Hollywood Enterprises) (1925)
- The Arizona Sweepstakes ("A Corrida de Obstáculos do Arizona") (1926)
- Chip of the Flying U ("Zé do Passa-Quatro") (1926)
- The Phantom Bullet ("Bala Sem Rumo") (1926)
- The Man in the Saddle ("Na Pista dos Salteadores") (1926)
- The Texas Streak ("Zé Relâmpago") (1926)
- The Buckaroo Kid ("Um Homem de Palavra") (1926)
- The Flaming Frontier ("Grito da Batalha") (1926)
- The Silent Rider ("O Cavaleiro Silencioso") (1927)
- The Denver Dude ("O Moço da Cidade") (1927)
- Hey! Hey! Cowboy ("Olá! Boiadeiro") (1927)
- The Prairie King ("O Rei das Campinas") (1927)
- A Hero on Horseback ("Perseguido da Sorte") (1927)
- Painted Ponies ("Cavalos Pintados") (1927)
- Galloping Fury ("A Vertigem do Galope") (1927)
- The Rawhide Kid ("O Rei da Sela") (1928)
- A Trick of Hearts ("Um Jogo de Corações") (1928)
- The Flyin’ Cowboy ("O Cowboy de Luxo") (1928)
- The Wild West Story ("O Herói do Circo") (1928)
- Riding for Fame ("Correndo pela Fama") (1928)
- Clearing the Trail ("Ajustando Contas") (1928)
- The Danger Rider ("Bondoso Malfeitor") (1928)
- King of the Rodeo ("O Rei do Rodeio") (1929)
- Burning the Wind ("Queimando o Vento") (1929)
- Smilin’ Guns ("Vaqueiros de Salão") (1929)
- The Lariat Kid ("O Laço da Lei") (1929)
- The Winged Horseman ("Asas de Rapina") (1929)
- Points West ("Bandas do Oeste") (1929)
- The Long Long Trail ("Vaqueiro Errante") (1929)
- Courtin’ Wildcats ("Domador de Mulheres") (1929)
- The Mounted Stranger ("O Cavaleiro Yankee") (1930)
- Trailin’ Trouble ("Uma Noite na Cidade") (1930)
- Roaring Ranch ("O Sítio da Morte") (1930)
- Trigger Tricks ("Logrando Lobos") (1930)
- Spurs ("Esporas de Ouro") (1930)
- The Concentratin’ Kid ("Vaqueiro Apaixonado") (1930)
- Clearing the Range[nota 2] ("O Capitão Espalha-Brasa") (1931)
- Wild Horse[nota 3] ("O Cavalo Selvagem") (Direção de Richard Thorpe) (1931)
- Hard Hombre ("O Bamba do Rio Verde") (1931)
- The Local Bad Man (1932)
- The Gay Buckaroo (1932)
- Spirit of the West (1932)
- A Man’s Land ("Comprando Barulho") (1932)
- The Cowboy Counsellor (1932)
- The Boiling Point ("Cavalgada Heróica") (1932)
- The Dude bandit (1933)
- The Fighting Parson (1933)
- Sunset Range (1935) (Prod. First Division)
- Rainbow’s End (1935) (Prod. First Division)
- Powdersmoke Range ("Duelo de Valentes")[nota 4] (1935)
- Swifty (1935) (Prod. Da First division)
- Lucky Terror (1936) (Prod. Diversion)
- Feud of the West (1936) (Prod. Diversion)
- The Ridding Avenger (1936) (Prod. Diversion)
- The Last Outlaw ("O Último Bandoleiro") (1936) (Prod. RKO)
- Cavalcade of the West (1936) (Prod. Diversion)
- Frontier Justice (1936) (Prod. Diversion)
- The Painted Stallion ("O Aliado Misterioso") (1937) (Seriado em 12 capítulos, produzido pela Republic Pictures)
- Wild Horse Stampede[nota 5] ("O Mistério do Desfiladeiro") (1943)
- The Law Rides Again ("Nas Malhas da Lei") (1943)
- Blazing Guns ("Pistolas Chamajantes") (1943)
- Death Valley Rangers ("Vale da Morte") (1943)
- Arizona Whirlwind ("Falsários do Oeste") (1944)
- Outlaw Trail ("Malfeitores") (1944)
- Sonora Stagecoach ("Diligência de Sonora") (1944)
- The Utah Kid ("O Valentão de Utah") (1944)
- Marked Trails ("Paragens Inóspitas") (1944)
- Trigger Law ("A Lei da Pistola") (1944)
- Flight to Nowher ("Voando para o Desconhecido") (1947) (Prod. Screen Guild)
- Hollywood Cowboy (1947)[nota 6]
- The Marshall’s Daughter (1953) (Prod. Ken Murray/ United Artists)
- Hollywood Bronc Busters)(1956)
- The Horse Soldiers ("Marcha de Heróis") (1960) (Prod. Mirisch/ UA)
- Ocean’s Eleven ("Onze Homens e um Segredo") (1960) (Prod. Warner)